# Visserijmuseum Woudrichem
Het Visserijmuseum Woudrichem is een visserijmuseum dat gevestigd is in het Arsenaal aan de Kerkstraat 41 in de Noord-Brabantse stad Woudrichem.
Dit museum is voortgekomen vanuit de verzamelactiviteiten van een aantal particulieren die het materieel erfgoed van de riviervisserij hebben bijeengebracht. Omstreeks 1950 kwam, vooral door watervervuiling, een einde aan deze bedrijfstak.

## Collectie
Het museum belicht de riviervisserij en in het bijzonder de rol die deze bedrijvigheid voor het stadje Woudrichem heeft gespeeld. Er is een uitgebreide verzameling visserijbenodigdheden zoals netten, fuiken, zegens en dergelijke. Ook zijn er oude foto's en films die de vroegere bedrijvigheid documenteren. Hiernaast zijn werkplaatsen te zien waar de visserijbenodigdheden werden vervaardigd, zoals een smederij, een touwslagerij en een taanhuis. Voorts is er een zalmschouw, een platbodem met geringe diepte, waarvan het roer en de zwaarden konden worden verwijderd teneinde de netten onbeschadigd binnen te halen. Op de zalmschouw was een huik, waaronder de schipper de nacht kon doorbrengen.